# Бернардони, Джованни Мария
Джованни (Ян) Мария Бернардони (Gian Maria Bernardoni; 1541, Каньо, Миланское герцогство  ― 1605, Краков, Корона Королевства Польского, Речь Посполитая) ― монах-иезуит, итальянский архитектор, первый архитектор стиля барокко в Речи Посполитой и во всей Восточной Европе.

## Начало трудовой деятельности
Родился на севере Италии, работал каменщиком, в 23 года пришёл в Рим вступить в орден иезуитов и стать архитектором. Братья-иезуиты направили его на строительство главного орденского храма в Риме Иль-Джезу, где он трудился 6 лет. Стройкой руководил известный в Италии архитектор, инспектор построек ордена (consiliarius aedificorum) Дж. Тристана.

## Архитектурная деятельность в Италии
С 1573 года Бернардони работает на строительстве церквей в Неаполе, Абруццо. Главный викарий провинции писал о нём генералу ордена: «Мы радуемся, что Бог осчастливил нас, дав мастера, который был так необходим в помощь отцу Джованни».
Далее Бернардони работает архитектором в Сардинии. Именно им в Кальяри в конце 1578 года была заложена церковь св. Михаила.

## Архитектурная деятельность в Польше
В 1583 году Бернардони по приказу ордена отправляется в Великое княжество Литовское. Князь Николай Радзивил Сиротка давно уже просил у ордена архитектора.
Однако доехать к месту нового назначения ему не удалось. По дороге Бернардони был перехвачен в Люблине ректором тамошнего иезуитского коллегиума Христофором Варшевицким, весьма влиятельным в Польше. В Люблине Бернардони провёл три года, выполнив проекты люблинского коллегиума и костёлов для Познани, Калиш, проект восстановления после пожара храма бригитток в Гданьске и др.

## Архитектурная деятельность в Беларуси

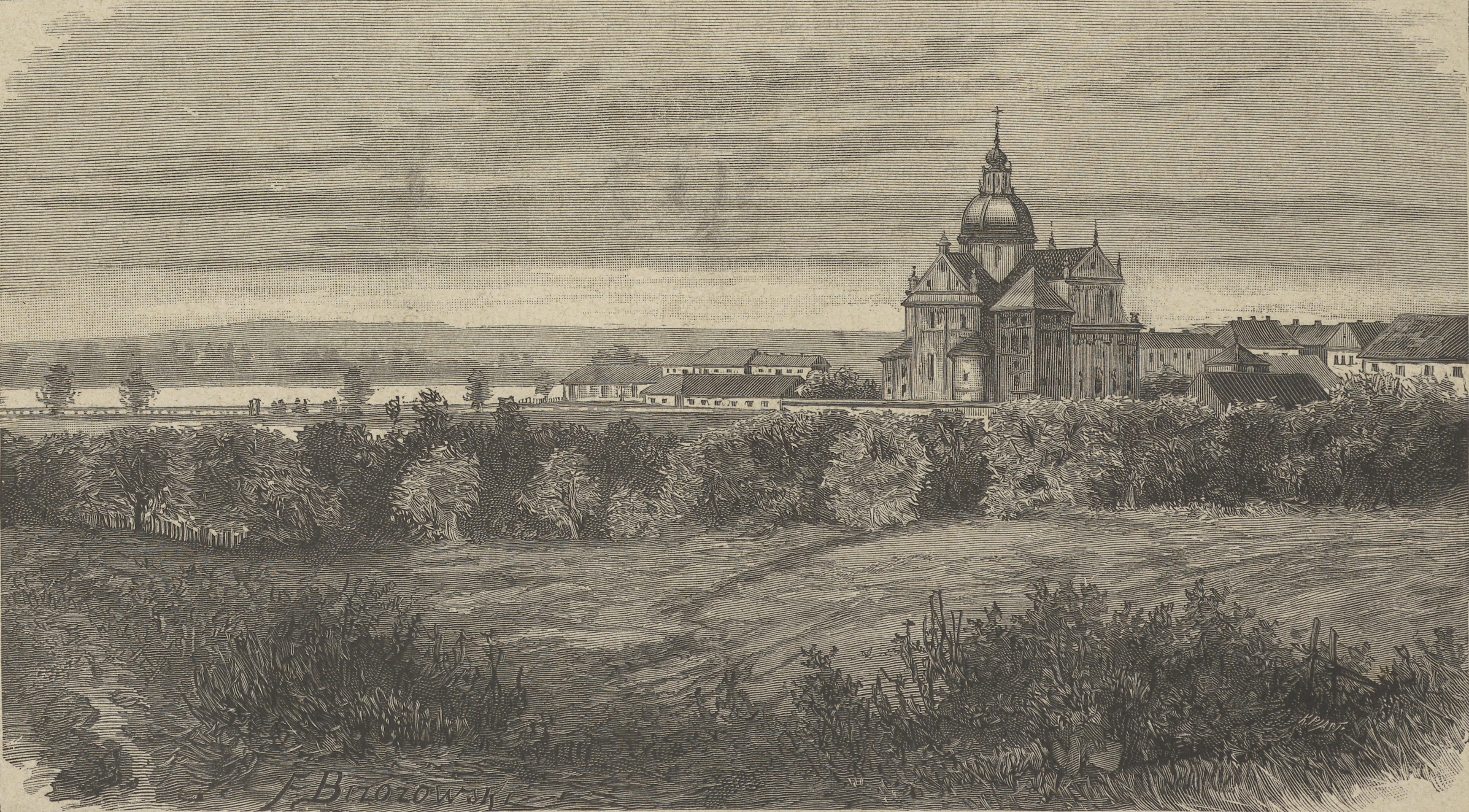
Несвижский костёл иезуитов в XIX в. Худ. Казимеж Пястушкевич

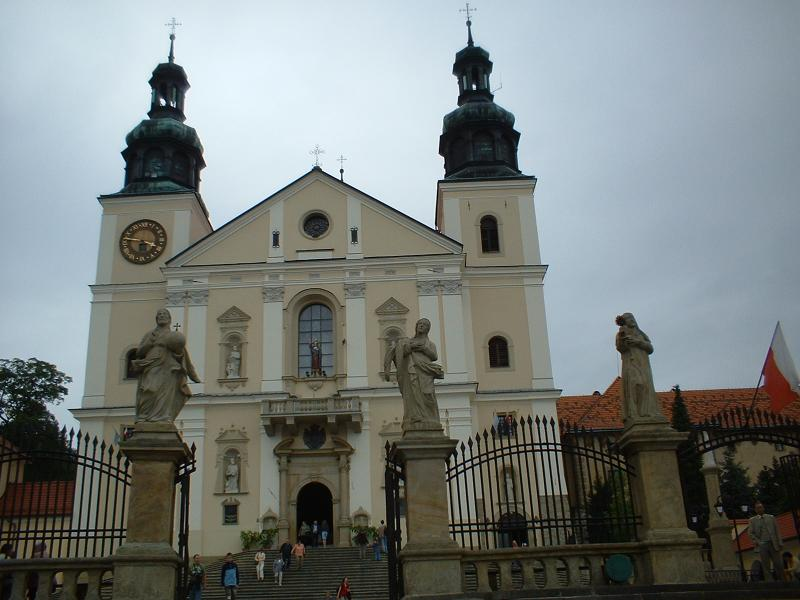
Монастырь и костёл францисканцев в Зебжидовцах

После настойчивых напоминаний князя Радзивилла ордену об архитекторе, в 1586 году Бернардони приезжает в Несвиж и остается здесь на целых 13 лет. Работы было много: во-первых, нужно было осуществлять надзор за только что начавшимся строительством несвижского коллегиума. Проект был уже подготовлен в Риме Джованни де Росси, Бернардони делал по нему только корректировки. Главным же делом был костёл иезуитов. Его надо было и проектировать, и строить. Прототипом костёла стал главный орденский храм иезуитов в Риме.
Работы в Несвиже продвигались быстро, хотя перед Бернардони стояла непростая задача: кроме необходимости придерживаться во внешнем виде новой постройки принятого иезуитами образца, нужно было считаться также с пожеланиями князя Радзивилла Сиротки. Кроме того, храм строился ещё и как усыпальница Радзивиллов. Многоплановое назначение костёла требовало точной выверки его проекта. В нём были заложены, например, четыре лестницы, чтобы обеспечить обособленный путь к ложам и хорам для членов княжеской семьи, священников, учеников коллегиума и прихожан. Были заложены также два отдельных входа в крипты-подземелья, где в разных их частях помещались гробы князей, монахов и именитых прихожан.
Известно, что Бернардони в работе помогал минский уроженец бывший скорняк Ян Франкевич, который после вступления в орден иезуитов работал в Несвиже пекарем. Бернардони учил его на архитектора. Позже, в начале XVII века, Франкевич построил в Вильне костёл Св. Казимира, который и поныне стоит на Ратушной площади.
С годами в несвижском костёле многое было упрощено, переделано, добавлено нового, особенно в середине XVIII века. Но основа здания как внутри, так и снаружи осталась неизменной со времён Бернардони. Видимо, в проектировании принимал участие и сам Радзивилл. В ноябре 1593 года строительство костёла было закончено и состоялось первое богослужение.
Костёл иезуитов в Несвиже считается первой постройкой на территории Речи Посполитой в стиле барокко только потому, что он был закончен быстрее, чем другие, заложенные значительно раньше. Это произошло благодаря исключительной заинтересованности Радзивилла, не допускавшего перебоев на стройке, который своевременно давал деньги и добавив, в конце концов, сумму свыше ранее оговорённой.
В 1993 году в Старом несвижском парке установлен бюст Джованни Бернардони работы скульптора Николая Гумилёва.

## Краковский период Джованни Бернардони

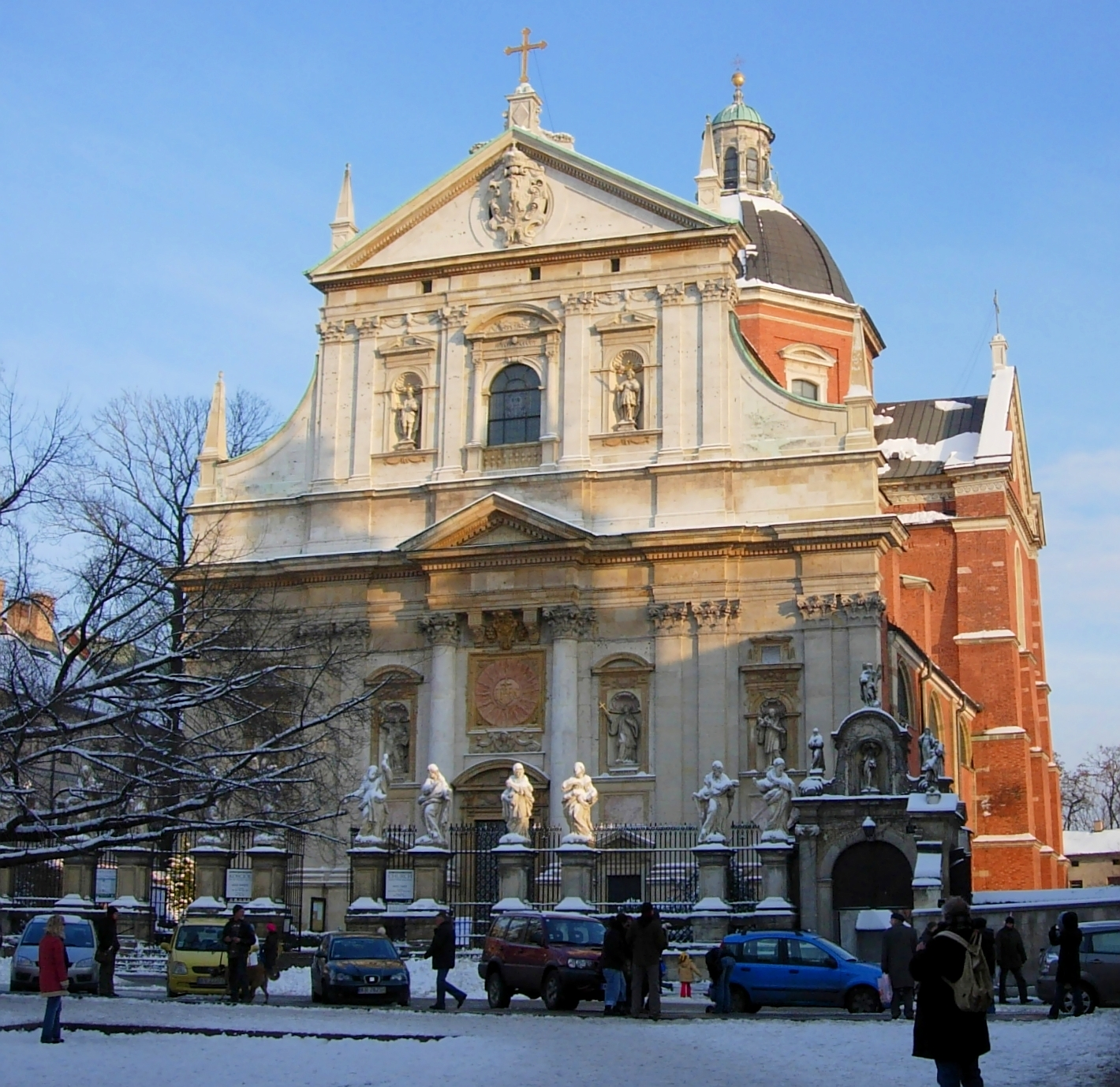
Костёл свв. Петра и Павла в Кракове

По окончании своих работ в Несвиже Бернардони в 1599 году уезжает в Краков на строительство костёла свв. Петра и Павла. Кроме этого он выполнил ещё проекты монастыря св. Бернардина в Кальваре Зебжидовской и костёла св. Казимира в Вильно.
В 1605 году, когда в краковском костёле оставалось только возвести купол, стены дали трещину. Бернардони приказывает откопать фундамент и усиливает их. Это была не его вина ― фундамент заложил другой архитектор. Бернардони сумел исправить ошибку предшественника: купол быстро был возведен, краковский костел стоит и поныне. Но завершение работы архитектор уже не увидел, он умер в том же 1605 году.

## Работы Джованни Бернардони
- Костёл св. Войцеха и св. Станислава Бискупа в Калише (1592—1597)
- Костёл Божьего Тела в Несвиже (1587—1593)
- Костёл свв. Апостолов Петра и Павла в Кракове (1597—1619)
- Костёл Матери Божией Ангельской в Кальварии Забжидовской (1603—1609)
- Костёл св. Казимира в Вильно (1604—1616)